# Serge Gumienny

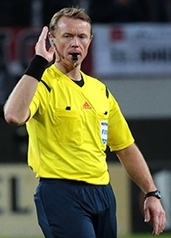
Serge Gumienny

Serge Gumienny (* 14. April 1972 in Sint-Truiden) ist ein ehemaliger belgischer Fußballschiedsrichter.

## Werdegang
Ab 2003 leitete er für die FIFA internationale Spiele.
Sein Erstligadebüt in der belgischen 1. Division leistete Gumienny am 20. Oktober 2001 bei der Partie KRC Genk gegen SK Lommel. Daneben übernimmt er seit 2004 auch Spielleitungen in der höchsten niederländischen Liga, der Eredivisie. 2003 wurde er zum FIFA-Schiedsrichter berufen. Sein erstes internationales Spiel war in der UEFA-Cup-Qualifikation ein 0:3 zwischen Rubin Kazan und SK Rapid Wien. 2009 stieg er in die zweithöchste UEFA-Schiedsrichter-Kategorie „Premier Development Group“ (heute „Elite Development Group“) auf, die eine Beförderung in die höchste Klasse und damit internationale Turnierteilnahmen in Aussicht stellt. Aufgrund nicht ausreichender Leistungen wurde er jedoch 2012 wieder in die „First Group“ zurückgestuft.
Serge Gumienny ist hauptberuflich Zollbeamter.

## Statistik
| Saison    | Erste Division | Eredivisie | Europa League | Champions League | Länderspiele |
| --------- | -------------- | ---------- | ------------- | ---------------- | ------------ |
| 2001/2002 | 3              | 0          | –             | –                | –            |
| 2002/2003 | 8              | 0          | –             | –                | –            |
| 2003/2004 | 19             | 1          | –             | –                | –            |
| 2004/2005 | 18             | 1          | 0 / 1         | 0 / 0            | 0            |
| 2005/2006 | 18             | 2          | 2 / 0         | 0 / 0            | 0            |
| 2006/2007 | 18             | 2          | 2 / 1         | 0 / 0            | 0            |
| 2007/2008 | 17             | 3          | 3 / 1         | 0 / 1            | 2            |
| 2008/2009 | 19             | 2          | 4 / 1         | 0 / 1            | 3            |
| 2009/2010 | 10             | 3          | 4 / 1         | 0 / 2            | 0            |
| 2010/2011 | 12             | 2          | 3 / 1         | 3 / 1            | 4            |
| 2011/2012 | 14             | 1          | 2 / 1         | 0 / 0            | 0            |
| 2012/2013 | 16             | 0          | 5 / 1         | 0 / 1            | 1            |
| Gesamt    | 172            | 17         | 25 / 8        | 3 / 6            | 10           |

Anmerkungen: Stand der Liste: 26. März 2013. Die Einteilung „x / y“ beschreibt links des Schrägstriches die Anzahl der Einsätze im Wettbewerb und rechts die Spiele in der jeweilig dazugehörenden Qualifikation. Die Spalte „Länderspiele“ zählt sämtliche dieser im A-Bereich auf, sowohl Freundschaftsspiele als auch zum WM-/EM-(Qualifikations-)Spiele.
| Wettbewerb                  | Datum         | Begegnung                                      | Ergebnis  |
| --------------------------- | ------------- | ---------------------------------------------- | --------- |
| UEFA-Cup                    | 15. Sep. 2005 | Bayer 04 Leverkusen – ZSKA Sofia               | 0:1 (0:1) |
| UEFA-Cup                    | 21. Feb. 2008 | Sporting Braga – Werder Bremen                 | 0:1 (0:0) |
| Europa League               | 1. Okt. 2009  | Sporting Lissabon – Hertha BSC                 | 1:0 (1:0) |
| Europa League               | 16. Dez. 2009 | Athletic Bilbao – Werder Bremen                | 0:3 (0:3) |
| Europa-League-Qualifikation | 26. Aug. 2010 | FK Qarabağ Ağdam – Borussia Dortmund           | 0:1 (0:0) |
| Champions League            | 3. Nov. 2010  | CFR Cluj – FC Bayern München                   | 0:4 (0:2) |
| Europa League               | 17. Feb. 2011 | Metalist Charkiw – Bayer 04 Leverkusen         | 0:4 (0:1) |
| Europa-League-Qualifikation | 25. Aug. 2011 | FC Sevilla – Hannover 96                       | 1:1 (1:1) |
| Europa League               | 20. Sep. 2012 | VfB Stuttgart – Steaua Bukarest                | 2:2 (1:1) |
| Europa League               | 25. Okt. 2012 | Borussia Mönchengladbach – Olympique Marseille | 2:0 (1:0) |